# Jack Wall
Jack Wall (Phoenixville, 1964) è un compositore statunitense.
Ha composto musiche per le serie Myst e Call of Duty e per i videogiochi Jade Empire, Rise of the Kasai, Mass Effect, Mass Effect 2 e Lost Planet 3.
Wall ha lavorato con John Cage, David Byrne e Patti Smith.

## Filmografia parziale

### Cinema
- Senza tregua 2 (Hard Target 2), regia di Roel Reiné (2016)

### Televisione
- Shadowhunters - serie TV, 42 episodi (2017-2019)

## Videogiochi
- Evil Dead: Hail to the King (2000)
- Myst III: Exile (2001)
- Unreal II: The Awakening (2003)
- Wrath Unleashed (2004)
- Tom Clancy's Splinter Cell: Pandora Tomorrow (2004)
- Myst IV: Revelation (2004)
- Jade Empire (2005)
- Mass Effect (2007)
- Mass Effect 2 (2010)
- Call of Duty: Black Ops II (2012)
- Lost Planet 3 (2013)
- Call of Duty: Black Ops III (2015)
- Call of Duty: Black Ops IIII (2018)
- Call of Duty: Black Ops Cold War (2020)